# Тодашев, Ибрагим
Ибрагим Тодашев (англ. Ibragim Todashev; 1985—2013) — чечено-американский спортсмен смешанных единоборств. Друг Тамерлана Царнаева.

## Биография
Родился 22 сентября 1985 года.
Был старшим из 12 детей Абдулбаки Тодашева и его двух жен.
Во время Чеченских войн 1990-х годов семья бежала из Чечни в Саратовскую область. Они находились там до конца 2000-х годов, когда переехали обратно в Грозный, где его отец стал в 2008 году высокопоставленным чиновником в администрации города.
После четырёх лет обучения в высших учебных заведениях в Саратовском государственном университете и Чеченском государственном университете, Ибрагим переехал в США для изучения английского языка по визе J-1 (в рамках программы по обмену студентами с Россией).
Затем он подал заявку и получил убежище в 2008 году, а в марте 2013 года получил право для постоянного проживания в США.
В Соединённых Штатах Тодашев женился на армянской американке Рени Манукян, которая познакомилась с ним в 2010 году и приняла ислам. В ноябре 2012 года Манукян ушла от Тодашева, но они поддерживали отношения друг с другом.
Тодашев был застрелен агентами ФБР 22 мая 2013 года в своей квартире во время допроса.
Тело Тодашева было перевезено в Россию и захоронено в Чеченской Республике.